# サイクロスポーラ
サイクロスポーラとは、アピコンプレックス門に属する原虫である。コクシジウムの1つで、主に食虫性の哺乳類を宿主とする寄生虫の1つである。分類学上はサイクロスポーラ属(Cyclospora)とし、このうちCyclospora cayetanensisはヒトにサイクロスポーラ症を引き起こす。

## 形態
成熟オーシスト内にはスポロシスト2つが生じ、その内部に2つのスポロゾイトが生じる。

## 分類
10種あまりが知られており、以下に宿主と共に示す。
- Cyclospora angimurinensis アラゲポケットマウス
- Cyclospora ashtabulensis モグラヒミズ
- Cyclospora caryolytica ウスイロセイブモグラ・モグラヒミズ・ヨーロッパモグラ
- Cyclospora cayetanensis ヒト。おそらくチンパンジーやヒヒ類も。
- Cyclospora cercopitheci サバンナモンキー類
- Cyclospora colobi アビシニアコロブス
- Cyclospora glomericola タマヤスデ
- Cyclospora megacephali トウブモグラ
- Cyclospora parascalopi モグラヒミズ
- Cyclospora talpae ヨーロッパモグラ

ほかに爬虫類を宿主とする以下の種が報告されているが、イソスポーラか肉胞子虫の誤同定だと考えられている。
- Cyclospora niniae
- Cyclospora scinci
- Cyclospora viperae
- Cyclospora zamenis

## 歴史
サイクロスポーラを最初に検出した人物はドイツの動物学者テオドール・アイマーであり、1870年にモグラの小腸で発見した。その後Aimé Schneiderが1881年にヤスデから検出した原虫にCyclospora glomericolaと命名し、またドイツの原生動物学者フリッツ・シャウディンが1902年にモグラに寄生しているC. caryolyticaの生活環の研究を発表した。医学上の重要性は長らく気付かれていなかったが、1977年にパプアニューギニアの患者から検出された事例を始めとして、1994年にC. cayetanensisと命名された。